# وزیر ورزش (کانادا)
وزیر ورزش یکی از وزیران کابینه دولت کانادا است که مسئول ورزش در کانادا  است که معمولاً به وزیر میراث کانادا کمک می‌کند. 
عنوان این جایگاه از زمان تعریف آن در سال۱۹۶۱، معمولاً بسته به مجموعه ای که تحت آن قرار می گیرد، تغییر کرده است. در ابتدا به عنوان وزیر ورزش آماتور شناخته می‌شد و تحت نظارت وزیر بهداشت و رفاه ملی بود. سپس این سمت در سال ۱۹۷۶ با عنوان‌های مختلفی به وزیر امور خارجه واگذار شد و در سال ۲۰۱۵ به عنوان مسئول یک وزارتخانه مستقل باز تعریف شد. در آن سال، پس از انتصاب کارلا کوالترو و اضافه شدن مسئولیت معلولیت در کانادا به این مجموعه، عنوان  آن به وزیر ورزش و افراد دارای معلولیت تغییر یافت.  در سال ۲۰۱۸، مدت کوتاهی پس از تصدی کرستی دانکن ، این نام به وزیر علوم و ورزش تغییر یافت.
پس از انتخابات فدرال ۲۰۱۹ ، نخست وزیر جاستین ترودو وزیر ورزش منصوب نکرد و این مسئولیت را به وزیر میراث کانادا، استیون گیلبولت در آن زمان واگذار کرد.  پس از انتخابات فدرال ۲۰۲۱ ، این جایگاه یک بار دیگر منحل شد و پاسکال سنت اونگ به این سمت منصوب در ذیل وزرات میراث کانادا منصوب شد.